# Бокоев, Айбек Асанбекович
Айбек Асанбекович Бокоев (4 января 1982, Беловодское) — киргизский футболист, полузащитник. Выступал за сборную Кыргызстана.

## Биография

### Клубная карьера
Дебютировал в высшей лиге Кыргызстана в 2003 году в составе клуба «Гвардия-РУОР» (Бишкек) и выступал за него два с половиной сезона, до момента расформирования клуба.
Летом 2005 года перешёл в «Дордой-Динамо» и в том же году впервые стал чемпионом Кыргызстана, в «золотом матче» против «СКА-Шоро» вышел на замену на 111-й минуте. Продолжал играть за «Дордой» до 2008 года и во всех этих сезонах становился чемпионом страны, также в 2006 и 2008 годах был обладателем Кубка Кыргызстана. На международном уровне был победителем (2006, 2007) и финалистом (2008) Кубка президента АФК.
В 2009 году перешёл в «Абдыш-Ату», с которой завоевал серебряные награды чемпионата и Кубок страны. Сезон 2010 года начал в составе «Алги», где был капитаном, но в ходе сезона вернулся в «Абдыш-Ату» и выступал за неё до 2012 года. В 2013 году находился в заявке ошского «Алая», команда в том сезоне стала чемпионом Кыргызстана. В 2014 году выступал в первой лиге за «Беловодск», а в 2016 году — за «Ала-Тоо-2». По состоянию на 2017 год был играющим тренером «Беловодска».
Кроме того, в середине и второй половине 2010-х годов играл в различных любительских и ветеранских соревнованиях по футболу и мини-футболу, неоднократно признавался лучшим игроком соревнований.

### Карьера в сборной
В национальной сборной Кыргызстана дебютировал 2 апреля 2006 года в матче Кубка вызова АФК против Пакистана, а всего на том турнире сыграл 3 матча и стал бронзовым призёром. Первый гол за сборную забил 18 октября 2007 года в ворота Иордании. В рамках Кубка вызова АФК 2010 года сыграл один матч — против Индии, в котором был удалён с поля. В 2010 году был назначен капитаном сборной, однако в этом статусе практически не играл. Последний матч за национальную команду провёл 1 июня 2012 года против Казахстана.
Всего в составе сборной Кыргызстана в 2006—2010 годах сыграл 23 матча и забил один гол.
Также выступал в составе олимпийской сборной на Азиатских играх 2010 года, в качестве одного из трёх футболистов старше 23-х лет. На турнире сыграл один матч.

## Личная жизнь
Женат, есть дети. Брат Айдар (род. 1987) занимался футболом на детско-юношеском уровне.
По состоянию на 2017 год был депутатом Беловодского айыльного кенеша.